# Торопкин, Александр Георгиевич
Александр Георгиевич Торопкин (21 января 1914, Семипалатинск, Семипалатинская область, Российская империя — 1975, Фрунзе, Киргизская ССР) — советский государственный деятель, министр связи Киргизской ССР (1955—1975).

## Биография
Трудовую деятельность начал в 1930 г. рабочим лесопильного завода «Пионер» в Ленинграде. В 1940 г. окончил Ленинградский электротехнический институт связи. В том же году был назначен директором автоматической телефонной станции в городе Молотове (ныне Пермь).
Участник Великой Отечественной войны: начальник штаба отдельного запасного батальона, отдельной роты связи запасной бригады. С января 1943 г. — заместитель командира телефонно-телеграфного батальона связи армейского полка связи. В 1945—1946 гг. — начальник штаба окружного батальона связи в городе Чкалове.
В 1946—1954 гг. — начальник Фрунзенской ГТС, в 1954—1955 гг. — заместитель уполномоченного Министерства связи СССР по Киргизской ССР.
В 1955—1975 гг. — министр связи Киргизской ССР. За этот период в 2,23 раза выросло число предприятий связи, в 10 раз — число телефонных станций (ГТС), количество радиотрансляционных точек — до 119 000 единиц, а тарифные доходы отрасли доходили до 8 млн рублей. В 1958 г. начал работу телевизионный центр г. Фрунзе, это открыло возможность развития телевизионного и УКВ-ЧМ вещания. В 1964 году в столице ввели в эксплуатацию вторую в СССР (первая была открыта в Москве) автоматическую междугородную телефонную станцию (АМТС), а в 1967 г. — приемную космическую станцию «Орбита». Охват населенных пунктов средствами АТС составил 98 %. Уровень автоматизации телеграфной связи к 1975 г. достиг 76 %.
Неоднократно избирался депутатом Верховного Совета Киргизской ССР и членом ЦК Компартии Киргизии.

## Награды и звания
Награждён орденами Отечественной войны 2-й степени, Красной Звезды, Трудового Красного Знамени и «Знак Почета»; медалями «За Победу над Германией», «За освобождение Варшавы», «20 лет Победы над Германией», дважды медалью «За доблестный труд».
«Заслуженный связист Киргизской ССР».